# Oleg Konstantinovitj af Rusland
Oleg Konstantinovitj af Rusland (russisk: Олег Константинович Романов; tr. Oleg Konstantinovitj Romanov) (27. november 1892 – 12. oktober 1914) var en russisk prins fra Huset Romanov. Han var den fjerde søn af storfyrst Konstantin Konstantinovitj af Rusland og hans hustru storfyrstinde Jelizaveta Mavrikjevna (født som prinsesse Elisabeth af Sachsen-Altenburg).

## Biografi
Oleg Konstantinovitj blev født den 27. november 1892 i Marmorpaladset i Sankt Petersborg i Det Russiske Kejserrige. Han var det femte barn og fjerde søn af storfyrst Konstantin Konstantinovitj af Rusland og hans hustru storfyrstinde Jelizaveta Mavrikjevna (født som prinsesse Elisabeth af Sachsen-Altenburg). Prins Oleg døde den 12. oktober 1914 i Vilnius som følge af krigsskader, han havde pådraget sig under den Første Verdenskrig.

## Eksterne links
- Wikimedia Commons har flere filer relateret til Oleg Konstantinovitj af Rusland